# Semaeopus dudisca
Semaeopus dudisca là một loài bướm đêm trong họ Geometridae.